# Wilhelm Wilczek
Wilhelm Wilczek (ur. 24 marca 1929 w Knurowie, zm. 22 stycznia 2017) – polski lekkoatleta, specjalizujący się w biegu na 110 metrów przez płotki. Mistrz i reprezentant Polski.

## Życiorys
Był zawodnikiem Unii Krywałd (1949–1958).
Na mistrzostwach Polski seniorów na otwartym stadionie zdobył cztery medale: złoty w biegu na 110 metrów przez płotki w 1953, srebrny w sztafecie 4 x 100 metrów w 1949, brązowe w biegu na 110 metrów przez płotki w 1949 i 1950. Podczas zimowych mistrzostw Polski seniorów w 1951 zajął 2. miejsce w biegu na 80 metrów przez płotki.
W 1950 wystąpił jeden raz w meczu międzypaństwowym: 1 lipca 1950 zajął 4. miejsce w biegu na 110 metrów przez płotki w spotkaniu z Czechosłowacją.
Był absolwentem Politechniki Śląskiej, pracował jako nadsztygar w kopalni w Siemianowicach Śląskich.
Rekordy życiowe:
- 110 m ppł: 15,7 (9.08.1953)
- 200 m ppł: 26,0 (30.07.1955)
- 400 m ppł: 58,2 (26.07.1953)